# Herrarnas lagtävling i backhoppning vid olympiska vinterspelen 2010
Herrarnas lagtävling i backhoppning vid de olympiska vinterspelen 2010 i Vancouver, Kanada hölls den 22 februari 2010 vid Whistler Olympic Park i Whistler, British Columbia.

## Lagtävling
| Spel       | Guld                                                                                      | Silver                                                                        | Brons                                                                     |
| Lagtävling | Österrike · Wolfgang Loitzl · Andreas Kofler · Thomas Morgenstern · Gregor Schlierenzauer | Tyskland · Michael Neumayer · Andreas Wank · Martin Schmitt · Michael Uhrmann | Norge · Anders Bardal · Tom Hilde · Johan Remen Evensen · Anders Jacobsen |

## Resultat
| Placering | Startnummer | Land                                                                                 | Omgång 1 Längd (m)      | Omgång 1 Poäng                | Omgång 1 Placering | Slutlig omgång Längd (m) | Slutlig omgång Poäng          | Slutlig omgång Placering | Totalpoäng |
| --------- | ----------- | ------------------------------------------------------------------------------------ | ----------------------- | ----------------------------- | ------------------ | ------------------------ | ----------------------------- | ------------------------ | ---------- |
| 1         | 12          | Österrike Wolfgang Loitzl Andreas Kofler Thomas Morgenstern Gregor Schlierenzauer    | 138.0 132.0 135.5 140.5 | 547.3 140.4 126.1 135.9 144.9 | 1                  | 138.5 142.0 135.0 146.5  | 560.6 141.8 138.6 135.0 145.2 | 1                        | 1107.9     |
| 2         | 11          | Tyskland Michael Neumayer Andreas Wank Martin Schmitt Michael Uhrmann                | 137.0 128.5 128.0 135.0 | 509.3 135.6 120.3 119.9 133.5 | 2                  | 136.5 139.0 122.0 140.0  | 526.5 134.7 141.7 106.6 143.5 | 2                        | 1035.8     |
| 3         | 10          | Norge Anders Bardal Tom Hilde Johan Remen Evensen Anders Jacobsen                    | 128.0 127.5 131.5 138.0 | 504.0 118.4 118.5 126.7 140.4 | 3                  | 127.0 139.0 129.5 140.5  | 526.3 117.1 141.7 122.1 145.4 | 3                        | 1030.3     |
| 4         | 9           | Finland Matti Hautamäki Janne Happonen Kalle Keituri Harri Olli                      | 133.5 128.5 123.0 134.0 | 490.2 129.8 120.3 108.4 131.7 | 4                  | 130.0 139.0 132.0 134.5  | 524.4 123.5 142.2 126.6 132.1 | 4                        | 1014.6     |
| 5         | 6           | Japan Daiki Ito Taku Takeuchi Shōhei Tochimoto Noriaki Kasai                         | 129.5 125.5 128.0 133.5 | 484.7 122.1 113.4 118.4 130.8 | 5                  | 133.5 129.5 132.0 140.0  | 523.0 130.8 122.1 126.6 143.5 | 5                        | 1007.7     |
| 6         | 8           | Polen Stefan Hula Łukasz Rutkowski Kamil Stoch Adam Małysz                           | 129.0 123.0 126.5 136.5 | 484.0 122.2 108.4 116.2 137.2 | 6                  | 127.5 134.5 139.5        | 512.7 118.5 132.6 143.1       | 6                        | 996.7      |
| 7         | 5           | Tjeckien Antonín Hájek Roman Koudelka Lukáš Hlava Jakub Janda                        | 129.0 131.0 125.0 128.0 | 477.4 121.2 124.3 112.5 119.4 | 7                  | 135.0 135.5 126.0 129.0  | 504.4 134.0 134.4 114.3 121.7 | 7                        | 981.8      |
| 8         | 7           | Slovenien Primoz Pikl Mitja Mežnar Peter Prevc Robert Kranjec                        | 124.0 126.5 132.0 129.0 | 472.2 109.2 114.7 127.1 121.2 | 8                  | 119.5 131.0 127.5 139.0  | 486.6 102.1 124.3 118.0 142.2 | 8                        | 958.8      |
| 9         | 3           | Frankrike Vincent Descombes Sevoie David Lazzaroni Alexandre Mabboux Emmanuel Chedal | 125.0 108.5 127.5       | 419.8 111.0 112.0 78.8 118.0  | 9                  |                          |                               | 09                       | 419.8      |
| 10        | 4           | Ryssland Pavel Karelin Denis Kornilov Ilja Rosliakov Dimitry Ipatov                  | 114.5 129.5 119.5 118.5 | 414.1 90.6 122.1 101.1 100.3  | 10                 |                          |                               | 10                       | 414.1      |
| 11        | 2           | USA Anders Johnson Peter Frenette Taylor Fletcher Nicholas Alexander                 | 115.5 124.5 88.5 119.0  | 340.0 92.4 111.1 36.3 100.2   | 11                 |                          |                               | 11                       | 340.0      |
| 12        | 1           | Kanada MacKenzie Boyd-Clowes Trevor Morrice Eric Mitchell Stefan Read                | 105.0 101.0 102.0 114.0 | 294.6 72.0 64.8 66.6 91.2     | 12                 |                          |                               | 12                       | 294.6      |